# IL9
IL9 (англ. Interleukin 9) – білок, який кодується однойменним геном, розташованим у людей на короткому плечі 5-ї хромосоми.  Довжина поліпептидного ланцюга білка становить 144 амінокислот, а молекулярна маса — 15 909.
| 10         |  | 20         |  | 30         |  | 40         |  | 50         |
| ---------- |  | ---------- |  | ---------- |  | ---------- |  | ---------- |
| MLLAMVLTSA |  | LLLCSVAGQG |  | CPTLAGILDI |  | NFLINKMQED |  | PASKCHCSAN |
| VTSCLCLGIP |  | SDNCTRPCFS |  | ERLSQMTNTT |  | MQTRYPLIFS |  | RVKKSVEVLK |
| NNKCPYFSCE |  | QPCNQTTAGN |  | ALTFLKSLLE |  | IFQKEKMRGM |  | RGKI       |

A: Аланін

C: Цистеїн

D: Аспарагінова кислота

E: Глутамінова кислота

F: Фенілаланін

G: Гліцин

H: Гістидин

I: Ізолейцин

K: Лізин

L: Лейцин

M: Метіонін

N: Аспарагін

P: Пролін

Q: Глутамін

R: Аргінін

S: Серин

T: Треонін

V: Валін

Кодований геном білок за функціями належить до цитокінів, факторів росту. 
Задіяний у такому біологічному процесі як поліморфізм. 
Секретований назовні.